# Tympanogaster volata
Tympanogaster volata är en skalbaggsart som beskrevs av Perkins 2006. Tympanogaster volata ingår i släktet Tympanogaster och familjen vattenbrynsbaggar. Inga underarter finns listade i Catalogue of Life.